# Patricia Goldman-Rakic
Patricia Goldman-Rakic (/rəˈkiːʃ/ rə-KEESH; nascuda Shoer; Salem, Massachusetts, 22 d'abril del 1937 – Hamden, Connecticut, 31 de juliol del 2003), va ser una biòloga en el camp de la neurociència i coneguda pel seu estudi pioner sobre el lòbul frontal i per la seva recerca sobre la base cel·lular de la memòria de treball.

## Educació i carrera
Nascuda a Salem, Massachusetts, Goldman-Rakic es va llicenciar en neurobiologia a Vassar el 1959, i va obtenir el doctorat en Psicologia del desenvolupament a la Universitat de Califòrnia a Los Angeles el 1963. Després d'estades postdoctorals a la UCLA i a la Universitat de Nova York, va treballar a l'Institut Nacional de Salut Mental en el camp de laneuropsicologia fins que va arribar a ser la cap del departament de neurobiologia del desenvolupament. El 1979 es va traslladar a l'Escola de Medicina de Yale, on va treballar fins a la seva mort. Fou professora de la càtedra Eugene Higgins de Neurociencia, al departament de neurobiologia, la qual cosa va compaginar amb la docència en els departaments de psiquiatria, neurologia, i psicologia.

### Recerca
Goldman-Rakic va ser la primera científica a descobrir o descriure els circuits del còrtex prefrontal i la seva relació amb la memòria de treball. Abans que Goldman-Rakic, es pensava que les funcions cognitives superiors del còrtex prefrontal no estaven a l'abast dels estudis científics. La recerca duta a terme per Goldman-Rakic va mostrar que els mètodes que s'empraven per estudiar els còrtexs sensorials havien de ser adaptats a les àrees corticals prefrontals d'ordre més alt, la qual cosa va revelar la forma de circuit que caracteritza la funció cognitiva superior. Gràcies a Goldman-Rakic, els científics van començar a entendre millor la base neurobiològica de la funció cognitiva superior, així com de l'esquizofrènia, l'Alzheimer, el trastorn de dèficit d'atenció amb hiperactivitat (TDAH), la paràlisi cerebral, la malaltia de Parkinson, i la demència.
Va utilitzar una aproximació multidisciplinària, aplicant tècniques bioquímiques, electrofisiològiques, farmacològiques, i tècniques anatòmiques i conductistes per tal d'estudiar la memòria de treball. Va realitzar els primers estudis sobre la influència de la dopamina en la funció prefrontal cortical, els quals van ser cabdals per la nostra comprensió de l'esquizofrènia, el TDAH i la malaltia de Parkinson. Una revisió de la feina duta a terme al llarg de la seva vida, incloent la seva funció com a mentora de dones científiques, es pot trobar a la revista Neuron. Goldman-Rakic va ser la fundadora de la revista Cerebral Cortex, una publicació especialitzada editada per la Universitat d'Oxford.
Als inicis de la seva carrera, Goldman-Rakic va estudiar la capacitat de reparació del cervell durant el desenvolupament primerenc, i va ser una de les primeres a utilitzar marcadors radioactius per examinar aquest fenomen.

## Mort accidental i relacions familiars
El 29 de juliol de 2003, un cotxe va atropellar Goldman-Rakic mentre travessava un carrer a Hamden, Connecticut; va morir dos dies més tard, el 31 de juliol, a l'hospital Yale-New Haven. Goldman-Rakic tenia 66 anys. Està enterrada al cementiri del carrer Grove.
Goldman-Rakic va tenir dues germanes: la seva bessona Ruth Rappaport i la seva germana menor, Linda Shoer; totes dues doctorades en ciències. Goldman-Rakic estava casada amb Pasko Rakic, també neurocientífic.